# Kydon
Le Kydon (en grec : Κύδων, Kýdon) est un ferry de la compagnie grecque ANEK Lines. Construit entre 1989 et 1990 aux chantiers Mitsubishi Heavy Industries de Shimonoseki pour la compagnie japonaise Highashi Nihon Ferry, il portait à l'origine le nom d‘Hermes (へるめす, Herumesu). Mis en service en juillet 1990 sur les lignes entre Hokkaidō et la préfecture de Niigata, sur l'île d'Honshū, son exploitation sera toutefois interrompue en novembre 1998. Vendu à ANEK Lines et renommé dans un premier temps Sof Venizelos, il est mis en service en juillet 1999 entre la Grèce et l'Italie sous le nom de Sophocles V (en grec : Σοφοκλής Β, Sofoklís V). Mis sur le marché de l'affrètement à partir de 2012 en raison d'une crise touchant les lignes maritimes grecques, il est exploité durant cette période en Corée du Sud puis en Sardaigne avant de retourner en 2015 dans la flotte d'ANEK Lines sous le nom de Kydon. Après avoir brièvement navigué entre Le Pirée et la Crète, il est affrété à compter de 2017 par la compagnie portoricaine Ferries del Caribe qui l'exploite actuellement entre Porto Rico et la République dominicaine.

## Histoire

### Origines et construction
À la fin des années 1980, la compagnie Higashi Nihon Ferry envisage l'ouverture d'un nouvel itinéraire reliant l'île d'Hokkaidō à la préfecture de Niigata par la mer du Japon. À l'occasion, l'armateur prévoit la mise en service de deux unités identiques dès le début des années 1990. 
Conçus sur la base des jumeaux Varuna et Victory, mis en service à la fin des années 1980 sur les lignes de la côte Pacifique, les futurs navires affichent des dimensions très imposantes avec une longueur de 192 mètres et un tonnage de 13 000 UMS. À l'instar de la flotte du Pacifique, leur conception s'articule autour d'un vaste garage de deux niveaux complets couvrant la hauteur de quatre ponts et pouvant contenir 180 remorques et une centaine de véhicules. Prévus pour accueillir 700 passagers, un soin particulier va être apporté au confort des installations s'étendant au sur trois ponts au total, avec notamment de nombreuses cabines privatives en 1re classe, mais aussi des aménagements tels qu'un restaurant, un bar ou des bains publics traditionnels.  
Baptisé Hermes, en référence au messager des dieux de la mythologie grecque, le premier navire est mis sur cale le 20 octobre 1989 aux chantiers Mitsubishi Heavy Industries de Shimonoseki. Lancé le 29 mars 1990, il est ensuite achevé durant les quatre mois suivants puis est livré à Higashi Nihon Ferry le 11 juillet.

### Service

#### Higashi Nihon Ferry (1990-1998)
L‘Hermes commence sa carrière le 19 juillet 1990 entre Jōetsu et Hokkaidō. Il effectue alors deux allers-retours par semaine vers Iwanai et un vers Muroran. En avril 1992, il est rejoint par son sister-ship l‘Hercules, ce qui permet de proposer trois traversées par jour sur chacune des deux linges. 
À la fin des années 1990, Higashi Nihon Ferry fait toutefois le constat que ses lignes en mer du Japon sont déficitaires. En septembre 1998, afin de maintenir sa présence entre l'île de Kyūshū et Jōetsu, la compagnie décide de combiner cette desserte avec celle Hokkaidō en étendant l'itinéraire jusqu'à Muroran. Cette nouvelle ligne est desservie par les jumeaux Rainbow Bell et Rainbow Love qui remplacent l‘Hermes et l‘Hercules. Avec l'arrivée du nouveau Varuna sur la desserte d'Iwanai en novembre, les deux navires se retrouvent sans affectation. Tandis que l‘Hercules est transféré sur les lignes du Pacifique, l‘Hermes est quant à lui cédé à la compagnie grecque ANEK Lines.

#### ANEK Lines (depuis 1998)
Rebaptisé Sof Venizelos, en hommage à l'homme politique crétois Sophoklís Venizélos, le navire quitte le Japon à la fin de l'année 1998 pour rejoindre la Grèce. Arrivé aux chantiers de Perama, il bénéficie de quelques travaux de transformation portant notamment sur la réfection des installations. De nouvelles cabines sont ajoutées et un bloc est adjoint à l'arrière du navire, permettant entre autres l'aménagement d'un bar-lido avec piscine. À l'issue des travaux, en juin 1999, le navire est renommé Sophocles V. 
Le car-ferry est mis en service le 2 juillet sur les lignes d'ANEK Lines en mer Adriatique entre la Grèce et l'Italie. En juillet 2000, il est rejoint par son sister-ship l'ex-Hercules, également acquis par ANEK, et rebaptisé Lefka Ori. 
Au début des années 2010, les lignes maritimes grecques sont touchées de plein fouet par une crise provoquée par la hausse du prix du carburant. Afin de réduire au maximum les coûts d'exploitation de sa flotte, ANEK Lines décide en février 2012 de retirer du service le Sophocles V et son jumeau et de les proposer à l'affrètement. 
Dans un premier temps désarmé à Patras, les deux navires sont affrétés en juin par l'armateur sud-coréen Jeju Cruise Line. Après avoir quitté la Grèce au début du mois, ils parviennent en Corée du Sud le 26 juin. Prévus pour être exploités entre Shanghai, l'île de Jeju et Kitakyūshū, le projet ne verra cependant jamais le jour, malgré leur mise aux couleurs de la compagnie. En conséquence, le navire reste désarmé à Busan jusqu'en novembre 2013. Durant cette période, il porte le nom officieux d‘Elizabeth L. De retour en Grèce, au mois de décembre, il retrouve finalement les couleurs d'ANEK Lines après un passage aux chantiers de Perama.

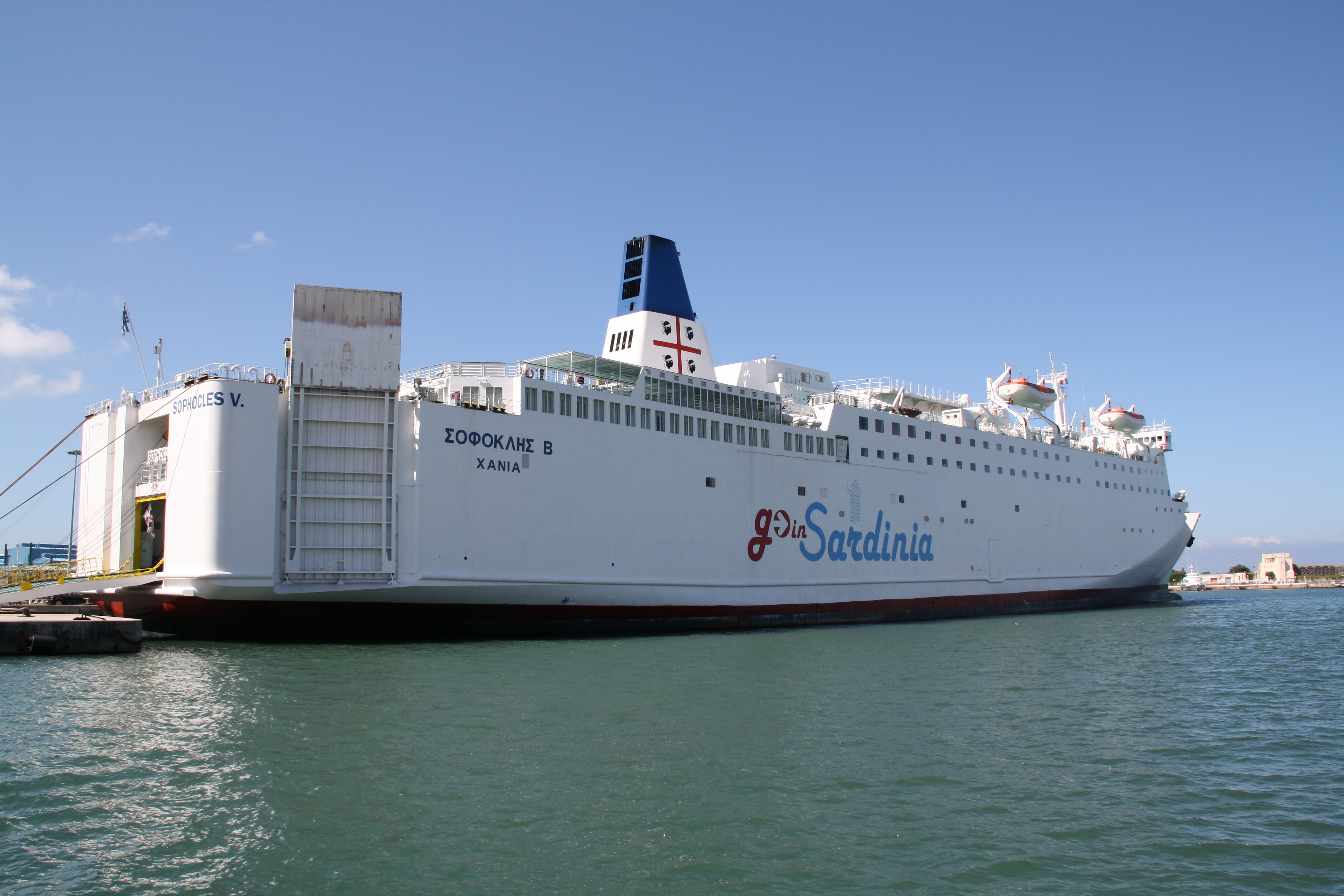
Le Sophocles V sous les couleurs de GoInSardinia en 2014.

À partir de mai 2014, le navire est affrété par le consortium sarde GoInSardinia et navigue jusqu'au mois de juillet entre l'Italie continentale et la Sardaigne. Le consortium sarde devait initialement affréter le Lato, autre ferry d'ANEK Lines, mais celui-ci a subi une avarie quelques jours avant le début de son exploitation. À partir de la mi-juillet, il effectue des traversées entre l'Algérie et l'Espagne sous affrètement par la compagnie publique Algérie Ferries jusqu'au mois de septembre.

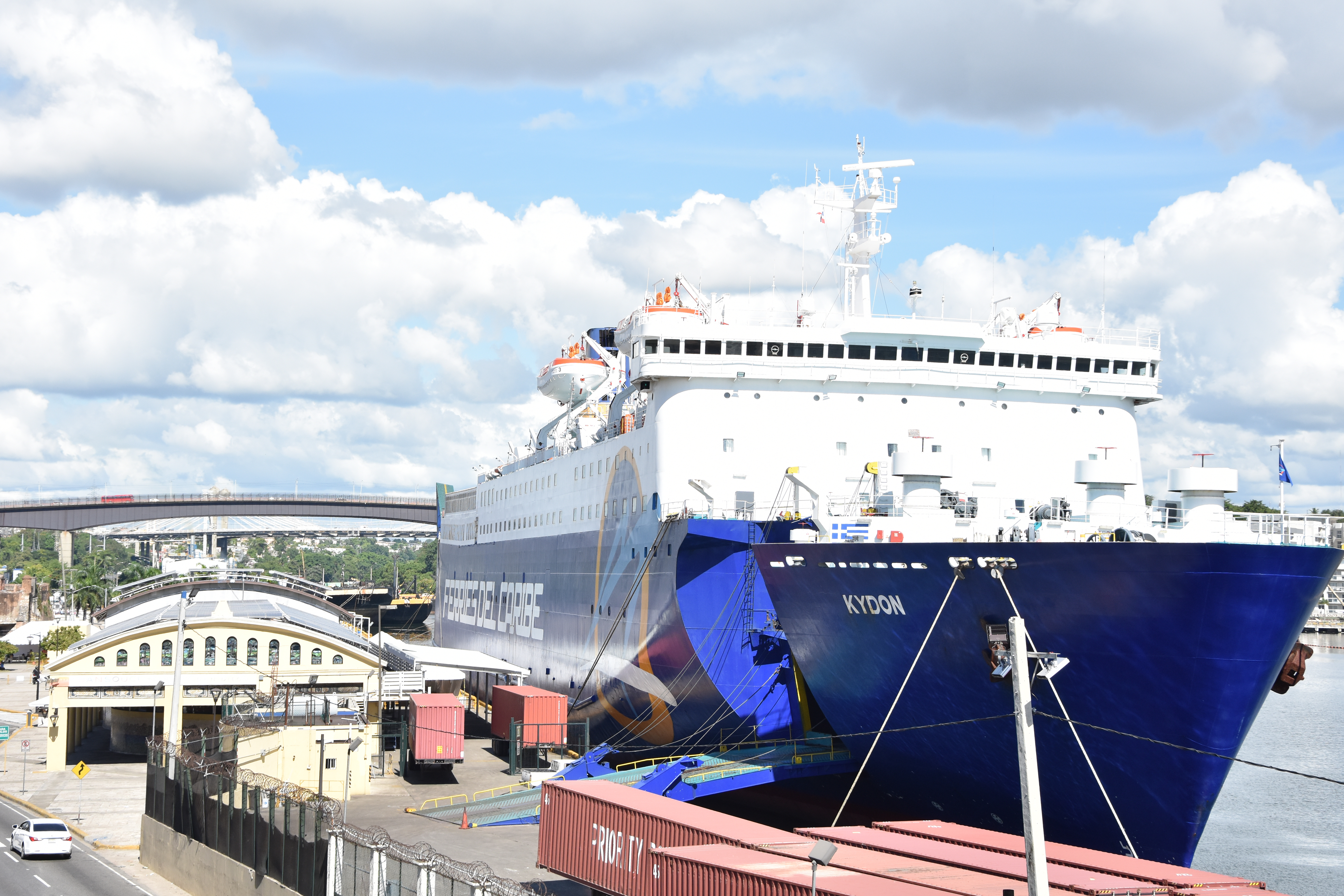
Le Kydon sous les couleurs de Ferries Del Caribe à Saint-Domingue.

Restitué à ANEK, sa propriété est transférée à la société Hellas 1 Leasing Maritime Co. Désarmé durant l'hiver, il reprend du service le 21 juillet 2015 sur les lignes d'ANEK Lines entre Le Pirée et la Crète. À l'occasion, il est renommé Kydon et bénéficie de travaux de rénovations avec notamment la modernisation de sa décoration intérieure.
En avril 2017, le navire est affrété par la compagnie portoricaine Ferries Del Caribe. Après avoir quitté la Grèce le 14 avril pour rejoindre les Caraïbes, il commence ses rotations le 4 mai entre Porto Rico et la République dominicaine après avoir été mis aux couleurs de la compagnie avec notamment la coque repeinte en bleu. 
Le 18 mai, alors que le Kydon achève sa manœuvre d'accostage à Saint-Domingue, le courant drosse le navire contre le quai, occasionnant d'importants dégâts au niveau de sa rampe latérale avant. Cependant, aucun des passagers n'a été blessé et aucune brèche n'est constatée sous la ligne de flottaison après inspection. Le Kydon reprend son service le 2 juin après que sa rampe avant ait été retirée et l'entrée condamnée. Cette même porte avant sera par la suite remise en état.

## Aménagements
Le Kydon possède 10 ponts. Si le navire s'étend en réalité sur 11 ponts, l'un d'entre eux est inexistant au niveau des garages afin de permettre au navire de transporter du fret. Les locaux passagers occupent la totalité des ponts 6 et 7 et une partie du pont 8 tandis que l'équipage loge à l'avant du pont 8. Les ponts 3 et 4 abritent quant à eux les garages. 

### Locaux communs
À l'époque japonaise du navire, les passagers avaient à leur disposition un restaurant et un café-bar sur le pont 8,  deux bains publics (appelés sentō) et deux salles de jeux sur le pont 7 ainsi qu'un un cinéma et une boutique sur le pont 6.
Depuis les transformations effectuées par ANEK Lines, le navire est équipé d'un glacier, d'une véranda et d'un bar-salon, sur le pont 6, d'un salon et d'un bar extérieur sur le pont 7 et d'un restaurant et d'un self-service sur le pont 8. Jusqu'en 2015, une piscine était présente à l'arrière au niveau du bar extérieur mais a depuis été supprimée.

### Cabines
À bord de l‘Hermes les cabines étaient situées sur les ponts 6 et 7. Le navire était ainsi équipé en 1re classe de 28 cabines doubles et 24 cabines à quatre places de style occidental, 25 à quatre de style japonais, 48 couchettes de 2de classe réparties dans 14 cabines à douze et cinq dortoirs pour un total de 232 places.
Aujourd'hui, le navire dispose d'une centaine de cabines privatives sur les ponts 7 et 8 pour un total de 650 couchettes. Toutes les cabines disposent de sanitaires comprenant douche, WC et lavabo.

## Caractéristiques
Le Kydon mesure 192 mètres de long pour 27 mètres de large, son tonnage était à l'origine de 13 384 UMS (ce qui n'est pas exact, le tonnage des car-ferries japonais étant défini sur des critères différents), avant d'être porté à 29 378 UMS lors de sa refonte de 1999 puis finalement à 29 991 UMS en 2015. Il pouvait, dans sa configuration initiale, embarquer 700 passagers et 100 véhicules dans un spacieux garage pouvant également contenir 180 remorques accessible par deux portes rampes latérale, l'une à la proue et l'autre à la poupe du côté tribord, et une porte axiale arrière. Aujourd'hui, le navire peut embarquer 1 600 passagers et 1 100 véhicules. Ses accès au garage n'ont pas été modifiées, bien qu'une rampe spécialement dédiée aux piétons ait été ajoutée à la poupe. La propulsion du Kydon est assurée par deux moteurs diesels Nippon Kokan-Pielstick 12PC4-2V développant une puissance de 26 180 kW entrainant deux hélices faisant filer le bâtiment à une vitesse de 26 nœuds. Il est aussi doté de deux propulseurs d'étrave, un propulseur arrière ainsi qu'un stabilisateur anti-roulis. Les dispositifs de sécurité étaient à l'époque essentiellement composés de radeaux de sauvetage mais aussi d'une embarcation semi-rigide de secours. Depuis 1999, le navire est équipé de quatre embarcations de sauvetage fermées de grande taille.

## Lignes desservies
De 1990 à 1998, l‘Hermes a navigué pour le compte de la compagnie Higashi Nihon Ferry sur les lignes entre la préfecture de Niigata et l'île d'Hokkaidō sur les axes Jōetsu - Iwanai et Jōetsu - Muroran.
À partir de 1999, le navire a desservi les lignes d'ANEK Lines entre la Grèce et l'Italie, tout d'abord sur Patras - Igoumenitsa - Corfou - Trieste de 2005 à 2012 sur la ligne Patras - Igoumenitsa - Corfou - Venise.
De mai à juillet 2014, le navire est affrété par la compagnie sarde GoInSardinia et navigue entre l'Italie continentale et la Sardaigne sur la ligne Livourne - Arbatax. Il est ensuite exploité entre l'Algérie et l'Espagne sur la ligne Oran - Alicante sous affrètement par la compagnie publique algérienne Algérie Ferries.
De 2015 à 2017, il est affecté entre Le Pirée et La Canée en Crète sous les couleurs d'ANEK Lines. 
Depuis 2017, il navigue sous affrètement par la compagnie portoricaine Ferries del Caribe entre Porto Rico et la République dominicaine sur la ligne San Juan - Saint Domingue.